# Du som kan
Du som kan är en svensk psalm med text och musik skriven 1997 av Ingmar Johánsson. Psalmen skrevs som kyrie i mässan Apokalyps – en mässa i yttersta tiden av Johánsson. Första versen är baserad på Första Moseboken 2:15 och Markusevangeliet 2:10 och tredje versen bygger på Lukasevangeliet 22:9–10.

## Publicerad i
- Apokalyps – en mässa i yttersta tiden av Ingemar Johánsson.[1]
- Verbums psalmbokstillägg 2003 som nummer 765 under rubriken "Skuld - förlåtelse".[1]
- Ung psalm som nummer 56.[1]
- Se hur gudsvinden bär (2006) av Ingemar Johánsson.[1]